# Strada statale 58 (Polonia)
La strada statale 58 (sigla DK 58, in polacco droga krajowa 58) è una strada statale polacca che attraversa il Paese da Olsztynek a Szczuczyn.